# Rajsko (Silésie)
Pour les articles homonymes, voir Rajsko.
Rajsko est une localité polonaise de la gmina de Mstów, située dans le powiat de Częstochowa en voïvodie de Silésie.